# 尖粘鱸
尖粘鱸，為輻鰭魚綱脂鯉目脂鯉亞目脂鯉科的其中一個種。分布於南美洲巴西托坎廷斯河及塔帕若斯河流域，體長可達10.4公分，棲息在底中層水域，生活習性不明。